# Malwa (region)
Malwa – region historyczny i płaskowyż w Indiach, na pograniczu Madhya Pradesh i Radżastanu.

## Historia
W starożytności ośrodek państwa Avanti, a w średniowieczu – Paramara. W epoce nowożytnej część Imperium Mogołów, a następnie – Imperium Marathów.